# ۶۴۷ (قمری)
۶۴۷ (قمری)، ششصد و چهل و هفتمین سال در گاهشماری هجری قمری است. اول محرم این سال برابر با نوزدهم آوریل سال ۱۲۴۹ میلادی است.